# Štefan Deglovič
Štefan Deglovič [štěfan děglovič] (1. ledna 1932 – 2003 Trenčín) byl slovenský fotbalový obránce, trenér a činovník (funkcionář).

## Hráčská kariéra
V československé lize hrál za Spartak Trnava a Jednotu Trenčín, vstřelil jednu prvoligovou branku. Nastoupil v prvním utkání Jednoty Trenčín mezi československou elitou, které se hrálo v neděli 14. srpna 1960 v Trenčíně a domácí v něm před zraky 20 000 diváků prohráli s pražskou Duklou 2:8.

### Prvoligová bilance
| Ročník             | Zápasy | Góly | Minuty | Klub            |
| ------------------ | ------ | ---- | ------ | --------------- |
| I. liga 1956       | 10     | 0    | 900    | Spartak Trnava  |
| I. liga 1960/61    | 17     | 1    | 1 485  | Jednota Trenčín |
| I. liga 1962/63    | 1      | 0    | 26     | Jednota Trenčín |
| CELKEM I. ČS. LIGA | 28     | 1    | 2 411  |                 |

### Nižší soutěže
Hrál v posledním trenčínském druholigovém derby, které se konalo v sobotu 11. června 1960 a domácí Odeva v něm před 15 000 diváky podlehla mužstvu TTS 1:2 (poločas 0:2). Ke 14. červenci 1960 se oba kluby sloučily a na prvoligovou scénu tak vstoupila Jednota Trenčín. Základní sestavy trenčínských mužstev v posledním vzájemném zápase před sloučením:
Odeva: Šimončič – Ottinger, Kľuka, Čánky, Bezdeda, Hojsík, Husár, Kresta, Kopanický, Fako, Koiš.

TTS: Chromčák – Kubáň, Rovňan, Deglovič, Krnavec, Čemez, Jankech, Heleš, Jajcaj, Bencz, Bajerovský.